# 新井周
新井 周（あらい しゅう、1975年1月9日 - ）は、中国・北京出身の日本の卓球選手である。グランプリ大阪の監督兼選手などを経て現在、浜寺アスリート倶楽部に所属している。日本体育協会公認卓球コーチでもある。

## 来歴

### 中国時代
「北京チーム」に所属。168cm、65kg。中国名は周晅（シュウケン）。

### 出身校
16歳で愛知県桜丘高校に留学。1993年インターハイで男子シングルス初の留学生王者になった。埼玉工業大学に進み4年時に全日本学生2位となる。

### 日本リーグ時代~ナショナルチーム（日本）時代
卒業後の1998年に大阪のグランプリに入社。1997年、卓球メーカーに勤務の日本人女性との結婚を機に翌1999年日本国籍となった（帰化した理由は子供が中国籍でいじめに遭わないためと卓球王国で語っている）。2006年より、グランプリの監督兼任選手。2006年の日本卓球リーグ（後期）で優勝。全日本社会人でシングルス、ダブルス共に優勝。2004年の全日本卓球選手権では、3種目でファイナリストとなり小西杏との混合ダブルスに優勝、シングルス準優勝、ダブルス準優勝。
宮崎義仁が日本代表の監督になってから代表メンバーに選ばれ2003年の世界選手権パリ大会、2004年の世界選手権ドーハ大会、アテネオリンピックに出場。ITTFプロツアーにも参戦している。

### 引退後の進路
2009年より大阪府高石市で羽衣卓球スタジオを運営（旧グランプリ卓球場）。イベント、講習会で全国を回りながら、地域の愛好家やアスリートを目指す子供達への指導、育成を行っている。
公式の引退発表等は本人の希望により行っていない。
2018年よりTリーグのトップおとめピンポンズ名古屋の監督に就任。

## メディアへの出演
新井周の日本での生活は、数か月に渡る密着取材によりNHKドキュメント「スポーツ大陸」「遥かなる北京へ~卓球・新井周と家族の物語」で取り上げられた。スポーツニュース、その他、関西エリアでバラエティー番組の卓球企画に多数出演している。

## 家系
父は中国国家級監督で、元中国代表の周樹森。世界チャンピオンでアテネオリンピック金メダリストの張怡寧や世界大会2位の郭焱、リオデジャネイロオリンピック金メダリストの丁寧を発掘など、中国トップ選手を擁する中国卓球スーパーリーグ「北京チーム」の前監督。定年による勇退後、2009年1月にシンガポール女子代表監督に就任。2010年世界大会（モスクワ）では19年間女王の座に君臨してきた中国を破りシンガポールを世界チャンピオンへと導いた。
母は元中国代表で中国チャンピオンの劉雅琴。世界卓球の優勝を期待されたが文化大革命の最中で、当時の中国代表は政治問題で世界選手権へは出場できなかった。
叔父は元中国代表で台湾ナショナルチーム監督、オーストラリアナショナルチーム監督を経験した世界チャンピオンの周蘭孫。
その他の親族にも五輪代表選手がいるなど、中国屈指の卓球界有名一族。
長男は愛知工業大学附属中学校の元選手、次男はピンポンキングというコンビ名で芸人をしている。

## 主な戦績
2001年
- 平成13年度全日本卓球選手権大会 混合ダブルス 準優勝（小西杏ペア）

2003年
- 第12回日本卓球リーグ・ビッグトーナメント 男子シングルス 準優勝

2004年
- 平成15年度全日本卓球選手権大会 男子シングルス 準優勝、男子ダブルス 準優勝（加山兵伍ペア）、混合ダブルス 優勝（小西杏ペア）
- 第9回ジャパントップ12卓球大会 男子シングルス 準優勝